# 마이브리트 모세르
마이브리트 모세르(May-Britt Moser, 1963년 1월 4일 ~ )는 노르웨이의 신경과학자이자 심리학자이다. 2014년, 포유류 뇌에서의 장소세포와 격자세포에 대한 연구로 노벨 생리학·의학상을 존 오키프와 남편인 에드바르드 모세르와 공동 수상했다.

## 연구 업적
우리들은 우리가 어디에 있든지 우리가 인지하고 있다는 것이 당연하다고 생각한다. 하지만 이것은 단순히 느낌으로 아는 것이 아니라 뇌세포의 긴밀한 네트워크를 통해 가능하다. 모세르 부부는 이러한 네트워크에 관여하는 뇌세포들을 찾아내어 그 역할과 작용을 밝힌 공로로 노벨상을 수상했다. 이들은 해마와 내후각피질(entorhial cortex) 부위 그리고 장소 세포(place cell), 격자 세포(grid cell), 경계 세포(border cell) 등에 대한 연구를 통하여 개체가 자신의 뇌를 통해 주위 공간을 인식하는 메커니즘을 밝혀내었다.

### 위치 정보 파악에 있어서, 해마에 위치한 장소 세포(place cell)의 역할

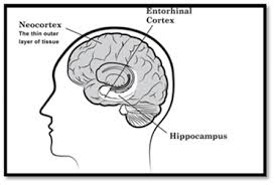
해마와 내후각피질

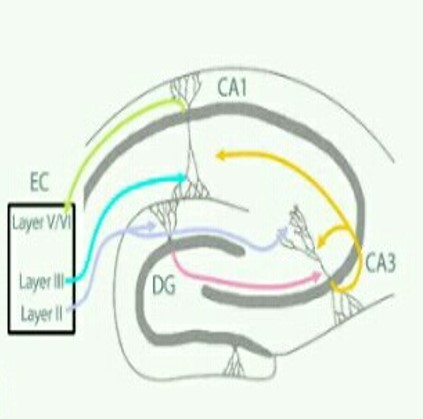
해마의 CA1와 인접한 세포들 사이의 상호작용

대뇌피질(cerebral cortex)에 위치한 해마(hippocampus)는 단기, 장기기억과 장소 인식에 관한 정보를 담고 있다. 해마가 위치 정보를 파악하는 역할을 할 수 있는 이유는 해마에 장소 세포가 존재하기 때문이다. 장소 세포들은 주로 해마를 여러 층으로 CA1에서 CA4로 나눈 부위 중 하나인 CA1에 존재하며 해마의 다른 지역에 있는 뉴런들과 정보를 주고 받는다. 또 다른 대뇌피질과 해마 사이를 이어주는 내후각피질(entorhinal cortex)도 해마의 CA1과 상호작용한다. 이곳에서 장소 세포는 두 가지 경로로 위치에 대한 정보를 제공받는데, 먼저는 해마의 CA3 지역에서 신호를 받는 것이고, 둘째는 내후각피질로부터 위치정보를 수용하는 것이다.
연구자들은 CA3가 아닌 내후각피질로부터 공간적인 반응이나 장소 기억에 관여하는 신호가 오는지 확인하고 싶었다. 그래서 CA3에서 CA1으로 전달되는 신호 경로를 차단시키고 내후각피질로부터 오는 영향만 관찰했다. 그 결과 CA1 지역에 있는 장소세포들은 정확하고 안정적인 place field를 형성하였으며, 쥐의 경우에 공간인식 실험을 잘 수행하는 것을 확인할 수 있었다. 반면에 CA3의 신호가 차단된 경우에 공간에 대한 회상능력은 손상되었음을 알게 되었다. 이러한 결과는 해마에 최소 두 가지의 서로 기능적으로 분리된 기억 회로가 존재하는 것을 나타낸다. 즉, CA3에서 오는 신호가 없어도 내후각피질에 직접적으로 연결된 CA1는 장소를 인식하는데 충분하지만 기억을 회상하는 경우에는 CA3와 CA1 간의 연결이 필요함을 추론해볼 수 있었다.

### 위치 파악에 있어서, 내후각피질에 있는 격자 세포(grid cell)의 역할

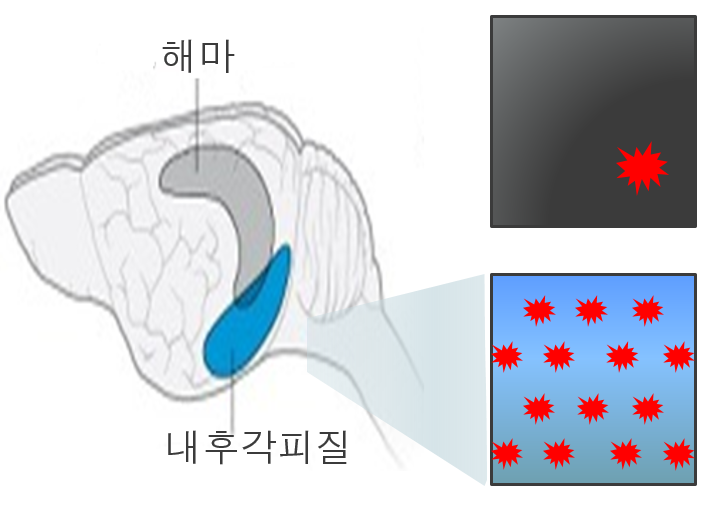
내후각피질세포의 전기생리학적 변화

내후각피질(entorhinal cortex)은 해마와 대뇌피질 중 해마와 달리 6개 층을 모두 가지고 있는 신피질(neocortex) 사이에 위치하며, 이 곳에 격자 세포(grid cell)가 존재한다. 해마에는 장소 기억에 관여하는 장소 세포가 존재한다고 이미 알려져 있었다. 그런데 추가로 해마와 신피질의 경계에 위치한 내후각피질(entorhinal cortex)도 장소 기억에 중요한 역할을 한다는 것을 알아냈다.
연구자들은 내후각피질에 정보가 어떻게 저장되는지를 알아보기 위해, 쥐의 뇌에 전기 침을 꽂은 후 넓은 원형 박스 안에서 돌아다니게 하고 전기신호를 측정했다.
실험 결과 쥐가 박스 안을 돌아다닐 때 내후각피질 세포 하나에서 여러 군데 전기 신호가 잡혔다. 즉 장소 세포 하나가 한 장소에서만 활성을 보인 것과는 달리 하나의 내후각피질 세포는 넓은 공간을 모두 담당하고 있었다. 또한 내후각피질이 손상되었을 경우 장소 세포의 활성에 변화를 보이는 것으로 보아 장소세포는 내후각피질 세포에서 정보를 받는다는 사실을 알 수 있었다.

### 경계 인식에 있어, 내후각피질의 중앙 부위에 위치한 경계 세포(border cell)의 역할

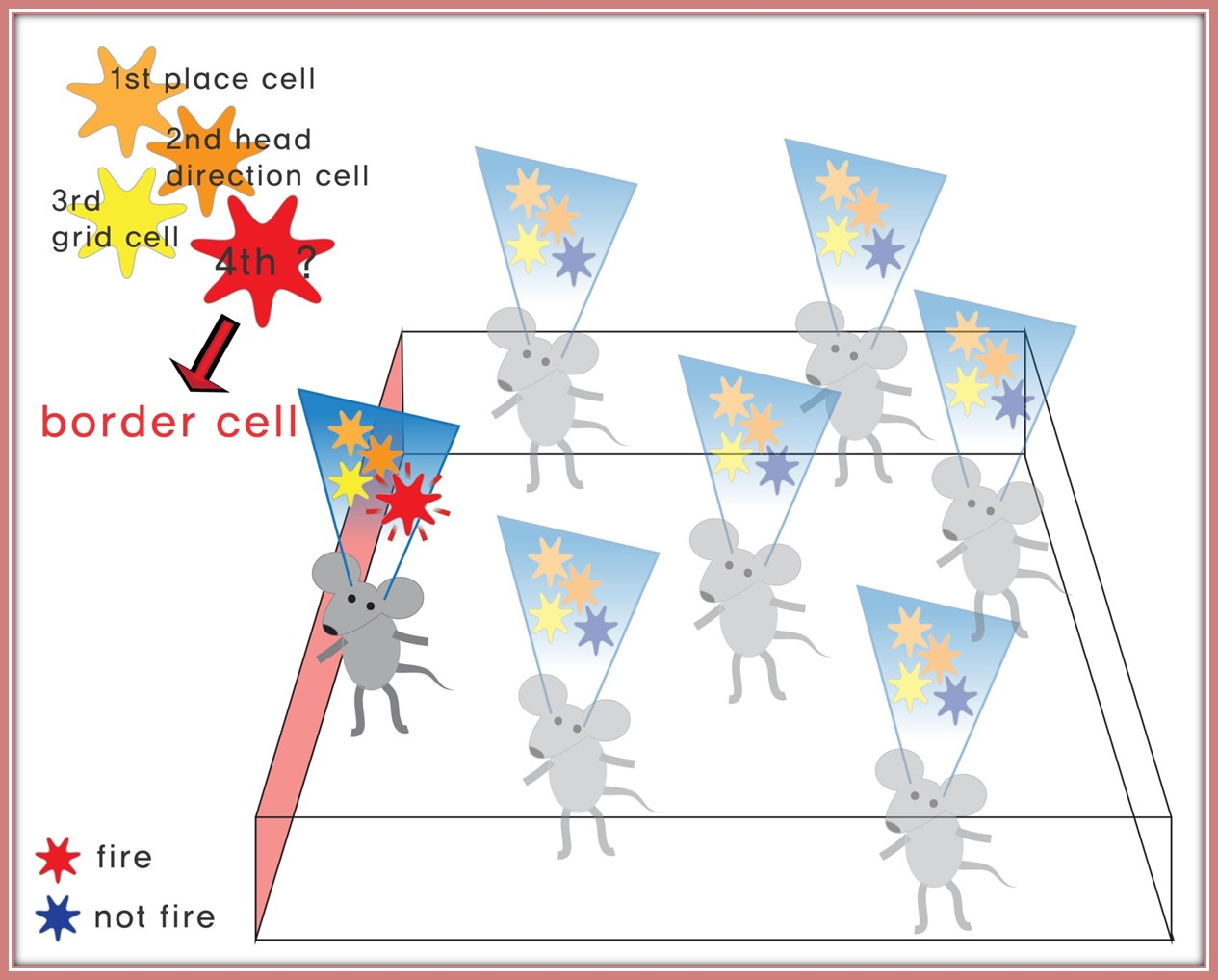
쥐의 이동에 따른 경계 세포의 반응

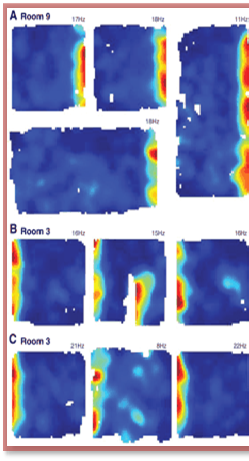
경계 세포의 전기 신호 활성 실험 -
A.공간의 확장에 따른 경계세포의 활성
B.벽이 추가되었을 때 경계세포의 활성
C.벽이 제거되었을 때 경계세포의 활성

이전의 연구들을 통해 장소 세포, 격자 세포, 머리방향 세포(head-direction cell)가 서로 상호작용을 하여 자신의 위치를 인지한다는 사실이 밝혀졌다. 하지만 계산적 모델(computational model)은 이 세 종류의 세포들 이외에 경계를 인지하는 세포도 존재해야 한다는 것을 암시하고 있었다. 그래서 연구자들은 경계를 인지하는 세포인 경계 세포(border cell)을 찾기 위한 연구를 수행했고, 실제로 쥐의 MEC(medial entorhinal cortex) 부분에서 그 세포들을 찾아냈다. 경계 세포는 특정 공간의 경계에서만 전기 신호를 내며, 그 경계의 길이와 모양에는 무관한 전기 신호 양상을 보여준다.
모세르 부부는 뇌세포가 정말 공간의 경계 부분에서만 활성을 나타내는지 알아보기 위해 조건을 달리하여 실험을 해보았다. 먼저는 쥐가 들어있는 박스의 길이를 바꾸어 주었는데, 길이가 길어졌을 때 작은 박스에서 원래 활성을 보이던 위치가 아닌 긴 박스의 옮겨진 경계에서 세포가 활성을 보였다. 그리고 공간의 모양을 원형으로 바꾸었을 때도 박스의 경계부분에서만 활성을 나타냈다. 따라서 경계 세포는 공간의 영역이나 모양과는 무관하게 경계를 인식함을 알 수 있었다.
또한 연구자들은 수직으로 솟아있는 것을 인식하는 것인지 단순히 경계를 인식하는 것인지 알아보기 위해 두 가지 실험을 한다. 하나는 네모난 박스 중간에 벽을 추가하는 것이었는데 중간에 추가된 벽 부근에서 뇌세포가 활성을 띄는 것을 확인하였다. 반대로 중간에 추가된 벽을 제거하였을 때는 뇌세포의 활성이 다시 사라졌다. 이와 달리 낭떠러지를 만들어 주었더니 뇌세포가 낭떠러지 부근에서도 전기 신호를 내보냈다. 따라서 경계 세포는 단순히 솟아 있는 것이 아닌 공간의 경계를 인지하는 것임을 알 수 있었다.

### 장소세포 네트워크에 의한 세타-파 진동

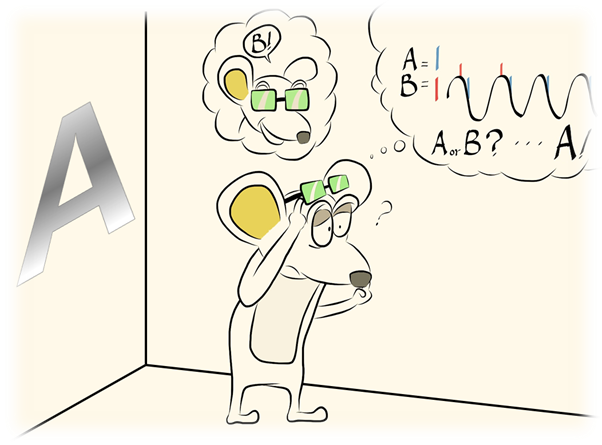
환경의 변화를 인식하는 장소세포

위의 연구들에 의해 외부 환경은 신경망에 자리잡은 해마의 장소세포 네트워크에 의해 표현된다는 것이 밝혀졌다. 하지만 장소세포들이 주변 환경의 작은 변화들을 허용할지라도, 공간이 급격하게 변화하는 과정에서 그로 인해 새로 입력되는 감각 정보와 기존에 신경들이 갖고 있던 발화 표현들 사이에서 신경 표현이 어떻게 변화할 지에 대해서는 알려진 바가 별로 없었다.
모세르 부부와 동료들은 장소세포들의 발화패턴이 어떻게 변화하는지 알기 위해 가상적 순간이동(teleportation)이라는 실험 기법을 사용하였다. 이 실험에서는 급격한 공간 환경의 변화를 구현하기 위해 흰색 빛의 방과 녹색 빛의 방에서 쥐에게 빛을 통해 각 방의 환경을 인지시키는 훈련을 하였다. 이러한 훈련을 받은 쥐는 빛의 색을 통해 서로 다른 공간적 환경을 인지하기 때문에 빛의 색의 변화만으로도 급격한 공간적 변화가 일어났다고 받아들인다. 즉, 쥐는 빛의 색이 변화하면 그를 새로운 공간적 환경으로 ‘순간이동’ 했다고 인식하게 되는 것이다.
신경세포들의 전기적 신호를 분석한 결과 쥐에서는 서로 다른 두 가지 패턴 사이의 깜빡임이 나타내었다. 변화는 기존 발화패턴과 새로운 발화패턴 사이의 점진적인 변화로서가 아니라, 급격하게 일어났다. 흰색 빛의 방을 인지하는 패턴이 A이고 녹색 빛의 방을 인지하는 패턴이 B라면, 급격한 공간적 변화에 의해서는 패턴 A와 B가 교차적으로 깜빡거렸다.쥐는 때때로 '되깜빡임'이라는 현상을 나타내기도 하였다. 이에서 세포는 다른 두 환경을 인지하고 있는 두 패턴을 같이 표현하였다. 이는 급격한 공간적 환경변화에서 새로운 공간적 환경을 인식하기까지 기존 환경의 인지를 잠시 혼돈하는 과정인 것으로 생각되었다. 이러한 현상은 빛의 신호 변화 직후 상대적으로 짧은 시간에만 발생하므로 급격한 환경변화에서의 장소세포에서의 발화패턴의 변화양상이 깜빡거림을 통한 두 패턴이 독립적으로 교차하여 나타난다는 가설에 반하지 않았다.

### 학습 과정에서 내후각피질과 해마의 연합 작용
서술기억의 기억 절차는 1차적으로 대부분 해마에서 이루어진다. 모세르 부부는 이제 장소 정보가 어떻게 기억되는지를 밝히고자 하였다.
일련의 실험들에서 연구자들은 쥐에게 냄새 자극에 따른 보상 음식의 위치를 기억시킨 뒤, 냄새-위치 회상의 시작시기로 예상되는 때의 신경세포의 활성을 관찰하여 연상기억 과정 동안 뇌의 내후각피질 (entorhinal cortex, EC)과 해마사이의 연합 작용을 확인해 보았다. EC와 해마의 CA1 부분에서 과학자들이 뇌파 영역 중에서 감마파라고 부르는 영역(20-40Hz 사이의 진동 영역)에서 강한 활성이 나타났다. 이후 학습이 진행될 수록 EC 와 CA1 사이의 뇌파동기화 (coherence)도 동반하여 꾸준히 상승한다는 것을 확인하였다. 연구자들은 이를 통해 20-40 Hz 동기화가 냄새에 기반한 길 찾기에 필수적이임을 알 수 있었다. 또한 각각의 신경세포에 전극을 삽입하여 20-40Hz의 진동을 개별 신경세포 (neuron) 수준에서 확인한 결과, 그 결과 특정 신경세포들의 활성 선택성이 특정 냄새-위치의 결과와 일치함을 알 수 있었다. 즉, 연상기억은 개별 신경세포들의 활성의 선택성을 통해서 일어난다.